# Huo Liang
Huo Liang (kinesiska: 火亮?, pinyin: Huǒ Liàng), född den 29 september 1989 i Shanghai, är en kinesisk simhoppare.
Han tog OS-guld i synkroniserade höga hopp i samband med de olympiska simhoppstävlingarna 2008 i Peking.